# Xoridesopus orientalis
Xoridesopus orientalis là một loài tò vò trong họ Ichneumonidae.